# Kudinopasternakia trispinosa
Kudinopasternakia trispinosa is een naaldkreeftjessoort uit de familie van de Sphyrapodidae. De wetenschappelijke naam van de soort is voor het eerst geldig gepubliceerd in 2007 door Santos.